# Élodie Ouédraogová
Élodie Ouédraogová (* 27. února 1981 Saint-Josse-ten-Noode) je bývalá belgická atletka, věnující se hladkým i překážkovým sprintům.
Původně závodila za Burkinu Faso, odkud pocházejí její rodiče, od roku 2000 se stala belgickou reprezentantkou. Na olympijských hrách 2004 skončila s belgickou štafetou na 4×100 m na šestém místě. Na mistrovství světa v atletice 2007 získaly Belgičanky v této disciplíně bronzové medaile. Na olympijských hrách 2008 doběhla belgická sprinterská štafeta druhá, po diskvalifikaci vítězného ruského týmu za doping převzala v roce 2016 dodatečně zlaté medaile.
Ouédraogová je také bronzovou medailistkou na 200 m z Univerziády 2005. Na mistrovství světa v atletice 2011 i na olympijských hrách 2012 startovala v závodě na 400 m překážek a v obou případech vypadla v semifinále. V roce 2011 získala cenu Gouden Spike pro belgickou atletku roku.
Kariéru ukončila v roce 2012. Pracuje pro televizní stanici Woestijnvis, napsala také kuchařskou knihu pro děti. Jejím manželem je karikaturista Jeroom Snelders, mají syna Remuse. V roce 2016 představila Ouédraogová spolu s Olivií Borléeovou vlastní značku sportovního oblečení 42|54, jejíž název vychází z finálového času vítězné štafety na LOH 2008.

## Osobní rekordy
- 100 m: 11,40 s
- 200 m: 23,11 s
- 100 m překážek: 13,34 s
- 400 m překážek: 55,72 s
- skok daleký: 596 cm